# Villanière
Villanière é uma comuna francesa na região administrativa de Occitânia, no departamento de Aude. Estende-se por uma área de 7,04 km². Em 2010 a comuna tinha 138 habitantes (densidade: 19,6 hab./km²).